# Trattner János Tamás
Trattner János Tamás (Buda, 1789. december 5. – Pest, 1825. március 24.) magyar nyomdász és könyvkereskedő.
A magyar nyelvű tudományos, irodalmi és ismeretterjesztő művek kiadásának mecénása.

## Élete, munkássága
Trattner János fiaként látta meg a napvilágot. Születésekor keresztapjától, a Bécsben tevékenykedő Trattner János Tamás nyomdásztól ajándékképpen megkapta annak 1783-ban alapított pesti nyomdáját. Nagykorúságáig atyja működtette a nyomdát, 1813-tól Trattner János Tamás vezette atyjával együtt. Kezük alatt a nyomda a legnagyobb magyar kiadóvállalattá fejlődött. 1817-1825 között 418 kötet jött ki a nyomdából, ebből 259 latin, 127 német, 11 szlovák , 6 görög, 5 szerb és horvát, 1 francia nyelvű. Kétségtelenül megmutatkozik, hogy a 19. század elején még mindig a latin nyelv dominált, közvetlenül utána a német nyelv. Hazai tudósaink latin és német nyelven írtak többnyire, lásd pl. Tessedik Sámuel gazdasági és pedagógiai írásait, mindet német nyelven adta közre, holott mind szlovákul, mind magyar nyelven is kitűnően tudott. Mindezzel együtt számos magyar nyelvű kötetet is kinyomtattak a Trattner-Károlyi Tamás Nyomdában, szépirodalmi, tudományos és ismeretterjesztő műveket.
A magyar anyanyelvű folyóiratok kiadása volt az a terület, ahol anyanyelvi kultúránkban nagy előrehaladást hozott Trattner János Tamás. Ezen folyóiratok pl. a Tudományos Gyűjtemény, az Erdélyi Múzeum, a Hazai és Külföldi Tudósítások, az Aurora, az Élet és Literatúra. Trattner János Tamás háza jeles magyar írók és tudósok találkozó helye volt, barátja volt többek közt Kazinczy Ferenc, Kis János, Horváth István, Kölcsey Ferenc, Vitkovits Mihály, Kultsár István. Szinte nem volt a 19. század első évtizedeiben olyan jeles magyar író, akitől ne jelentett volna meg valamit, író barátain kivül pl. Batsányi János, Berzsenyi Dániel, Fáy András, Katona József, Kisfaludy Károly, Vörösmarty Mihály írásaiból is adott közre. Külön újdonság a magyar folyóirat-kiadás terén, hogy Trattner János Tamástól a szerkesztők rendszeresen kaptak honoráriumot, de gyakran a szerzők is.
Trattner János Tamás korán meghalt, a nyomdát atyja vette vissza, majd tőle veje, Károlyi István örökölte és Trattner-Károlyi néven működtette tovább.

### A Trattner János Tamás Nyomda által kiadott magyar nyelvű kötetek (válogatás)
- Buzdítás a' nemzeti theátrom' felépítésére/ Kultsár István. Pesten : Trattner János Tamás, 1815. 8 p.
- Frantziáúl két hónap alatt olvasni, érteni, írni, és beszéllni megtanító nyelv-mester / Kaestner (Ch. L. A. - negyedik kiadás) szerint a magyar nyelvre alkalmaztatva. Pesten : Trattner János Tamás, 1815. 279 p.
- Legújabb 's leghasznosabb  méhész-könyv, Mellyben a' méhészségnek minden rendtartásait, a' leghíresebb német, és magyar méhész munkákból merítve, 's mind saját tapasztalásaival, 's a kettős köpűkről való tudománnyal megtoldva Magyar-, és Erdély-országhoz alkalmaztatott 's könnyebb érthetőség végett 3 réz táblákkal feldíszesített / Czövek István. Pesten : Trattner János Tamás'költségein s' betüivel, 1816. 276 p.
- Újj Testamentom azaz a' mi urunk Jésus Kristusnak Újj Szövetsége. Magyar-nyelvre fordította Károli Gáspár. Kiadta k. sz. Pethe Ferentz. Pesten : Trattner János Tamás nyomtatószerivel, 1817. 483 p.
- Szülést segítő tudomány és mesterség, melyet írt és kiadott Lugosi Fodor András. Pesten : Trattner János Tamás betűivel, 1817.
- Operum tomus II. Complectens satyras et epistolas. Vagy is a Q. Horacz munkáinak II-dik darabja melly magába foglalja az ő gúnyjait és leveleit. Édes Gergely által. Pesten, 1819.[5]
- Magyar országnak és a' határ őrző katonaság vidékinek leg újabb statistikai és geográphiai leírása /Magda Pál. Pesten : Trattner János bet. 's költs., 1819. 586 p.
- Szécsi Mária vagy Murányvár ostromlása. : Eredeti hazai dráma négy felvonásban. / Irta Kisfaludi Kisfalusy Károly. Pesten : Trattner János Tamás' betűivel, 1820. 125 p.
- Bánk-bán : dráma 5. szakaszban. / Szerzette Katona József. Pesten : Trattner János Tamás' betűivel 's költségével, 1821. 141 p.[6]
- Pesti nemzeti kalendáriom : vagyis: hazai kalendáriom ... 1822-dik ... Esztendőre. Pesten : Petrószai Trattner János Tamás' betűivel 's költségével, 1821.28 p.
- P. Ovidius Naso szomorú verseinek öt könyve.[7] Fordította Irmesi Homonnay Imre. Pesten : Petrózai Trattner János Tamás, 1825. 214 p.